# Bernard Louzeau
Bernard Louzeau est un officier de marine et sous-marinier français né le 19 novembre 1929 à Talence (Gironde) et décédé le 6 septembre 2019 à Cherbourg-en-Cotentin (Manche).
Pionnier de la dissuasion nucléaire française, il est chef d'état-major de la Marine à la fin des années 1980.

## Biographie
Bernard Louzeau effectue ses études à Sainte-Croix de Neuilly où il obtient son baccalauréat en 1946 ; puis, après des classes préparatoires effectuées au Lycée Saint-Louis, il entre à l’École navale en 1947. Il y termine sa scolarité par la traditionnelle campagne d'application sur le croiseur-école Jeanne d'Arc.

### Carrière opérationnelle dans la marine
À sa sortie de l'École navale, il embarque comme enseigne de vaisseau sur l'Annamite, un aviso de classe Chamois. A bord de ce bâtiment, il participe à la Guerre d'Indochine, avant d’être patron de LCM. Il est désigné en décembre 1952 pour les forces sous-marines, et embarque sur le sous-marin de classe Aurore L’Africaine. Lieutenant de vaisseau en 1954, il embarque sur le Narval, tête de série de la cette classe de sous marins qui vient d’entrer en service. Il y exerce les fonctions d’officier chargé de la lutte anti-sous-marine, puis d'officier en second. En 1958, il est désigné commandant du sous-marin Laubie, avant d’être envoyé à l’École des applications militaires de l'énergie atomique à Cherbourg. En 1962 il retrouve les sous-marins et prend le commandement du Dauphin. Un an plus tard, en 1963, il suit les cours de l’École supérieure de guerre, à la suite de laquelle il est affecté à la direction du personnel militaire de la Marine (DPMM).
À partir de 1965, du fait de sa formation dans le nucléaire, il est chargé du suivi du chantier de construction du premier sous-marin nucléaire lanceur d'engins français, Le Redoutable, dont il est le premier commandant en 1968.. C’est à ce poste qu’il en dirige les essais, puis commande la première patrouille opérationnelle, à partir du 28 janvier 1972. Durant celle-ci, à la fin de février, Le Redoutable se retrouve à proximité des opérations de recherche et sauvetage organisées par la marine soviétique à la suite de l’incendie du sous-marin K-19, et Bernard Louzeau doit manœuvrer pour ne pas être détecté par les Soviétiques, mais aussi par les Américains discrètement venus les observer.
À l’issue de son commandement du Redoutable, Bernard Louzeau retrouve les états-majors  parisiens, en étant affecté successivement au bureau des études à long terme de l’état-major de la Marine, puis aux états-majors particuliers des présidents Georges Pompidou puis Valéry Giscard d'Estaing. Paradoxalement, sa carrière embarquée  se termine par le commandement d’un navire de surface, la frégate Suffren, du 19 février 1976 au 26 août 1977,.
Pour l’Amicale des anciens sous-mariniers, celui qui était connu dans le milieu de la soumarinade sous le surnom affectueux de Babar est « un pionnier et l’inspirateur de toute une génération ».

### Officier général
À l’issue de sa carrière opérationnelle, Bernard Louzeau retourne au Centre des hautes études militaires et à l’Institut des hautes études de Défense nationale. Il est promu contre-amiral en 1979, puis vice-amiral. Il commande d’abord l’Escadre de la Méditerranée puis, en 1984, il est désigné commandant de la Force océanique stratégique. En 1985, il est nommé major général des armées, puis en 1987, chef d’état-major de la Marine par le président François Mitterrand,.
À l’issue de sa carrière, l’amiral Louzeau est placé en deuxième section en 1990. Il intègre alors l’Académie de Marine.

### Œuvre d'Orient
Catholique pratiquant, et comptant un prêtre parmi ses trois enfants, l’amiral Louzeau a été sollicité par Maurice Vallery-Radot, président depuis 1991 de L’Œuvre d'Orient, une association française au service des chrétiens d'Orient. Il souhaitait renouer avec les débuts de cette ONG en la faisant présider par un marin. Bernard Louzeau est nommé membre titulaire au conseil d’administration du 9 avril 1991 ; puis coopté comme membre du conseil d’administration le 20 juin 1991. Il en est élu président le 2 juin 1992, et le restera jusqu’au 10 juin 2008,. Sous sa présidence, L’Œuvre d’Orient fête ses 150 ans en invitant à Paris tous les primats et évêques des Églises catholiques orientales, « leur venue en France est considérée comme un événement d'importance par la République et ses représentants ». À cette occasion, il est reçu ainsi que le directeur de L’Œuvre d’Orient Mgr Philippe Brizard et l’archevêque de Paris André Vingt-Trois par le président Jacques Chirac  accompagnés par les cardinaux Nasrallah Pierre Sfeir (Patriarche maronite d'Antioche et de tout l'Orient), Ignace Moussa Ier Daoud (Préfet de la Congrégation pour les Églises orientales) et les patriarches Grégoire III Laham (Patriarche d'Antioche et de tout l'Orient, d'Alexandrie et de Jérusalem des Melkites), Ignace Pierre VIII Abdel-Ahad (Patriarche d'Antioche et de tout l'Orient des Syriaques), Antonios Naguib (Patriarche copte catholique d’Alexandrie), Nerses Bedros XIX Tarmouni (Patriarche de Cilicie des arméniens) et Michel Sabbah (Patriarche latin de Jérusalem).

### Décès et obsèques

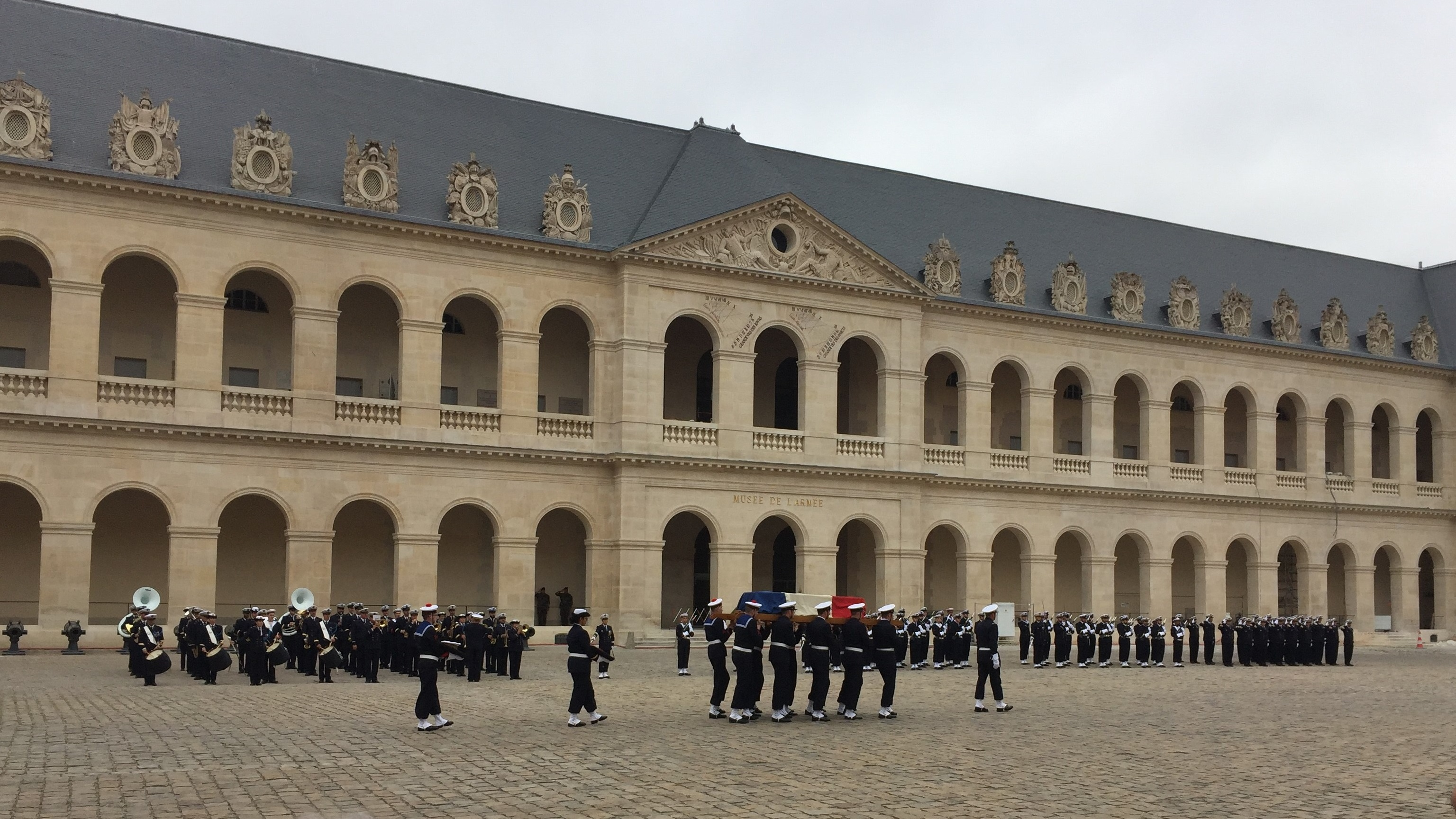
Hommage militaire à l’Amiral Bernard Louzeau aux Invalides

Bernard Louzeau meurt le 6 septembre 2019, à 89 ans. Ses obsèques se déroulent le 13 septembre 2019 avec une messe  à la cathédrale Saint-Louis des Invalides (cathédrale du diocèse aux Armées) célébrée par son fils, le père Frédéric Louzeau, en présence des autorités civiles, militaires et religieuses. Parmi les concélébrants se trouvait aussi Mgr Philippe Brizard, le directeur émérite de l’Œuvre d'Orient. Un hommage militaire suit dans la cour d’honneur des Invalides. L’éloge funèbre est prononcé par l’amiral Christophe Prazuck, chef d’état-major de la Marine. L'amiral Louzeau est inhumé le lendemain dans le petit village jurassien de Bonlieu.
L’Œuvre d’Orient rend hommage à « sa fidélité et son intérêt permanent pour la cause des Chrétiens d'Orient ».

### Influence sur la Marine nationale
À sa mort, revenant sur l’influence qu’il a pu avoir sur la Marine nationale, l’amiral Christophe Prazuck, dit de lui qu’« Il a bâti la marine d’aujourd’hui. » Au même moment, la ministre des armées Florence Parly le qualifie de « figure emblématique, un des pères de la dissuasion nucléaire française ».
La deuxième des frégates de défense et d'intervention prend le nom d’Amiral Louzeau,.

## Décorations
- Grand-croix de la Légion d'honneur[24]
- Grand-croix de l'ordre national du Mérite
- Croix de guerre des Théâtres d'opérations extérieurs, palme de bronze (trois citations)[11]
- Grand-croix de l'ordre de Saint-Grégoire-le-Grand, ( Vatican)

## Ouvrage
- Bernard Louzeau (photogr. Jean-Marie Chourgnoz), Les Bateaux noirs : les sous-marins français, Paris, Chourgnoz, 1992, 159 p. (ISBN 2-9501773-3-6, BNF 35519111)[25].